# Acorazado Riachuelo
El Riachuelo fue un acorazado brasileño completado en 1883. Fue nombrado en honor a la Batalla del Riachuelo de 1865. Construido en el Reino Unido, el barco entró en servicio con la Armada de Brasil en 1883, y permaneció en servicio hasta 1910.

## Diseño

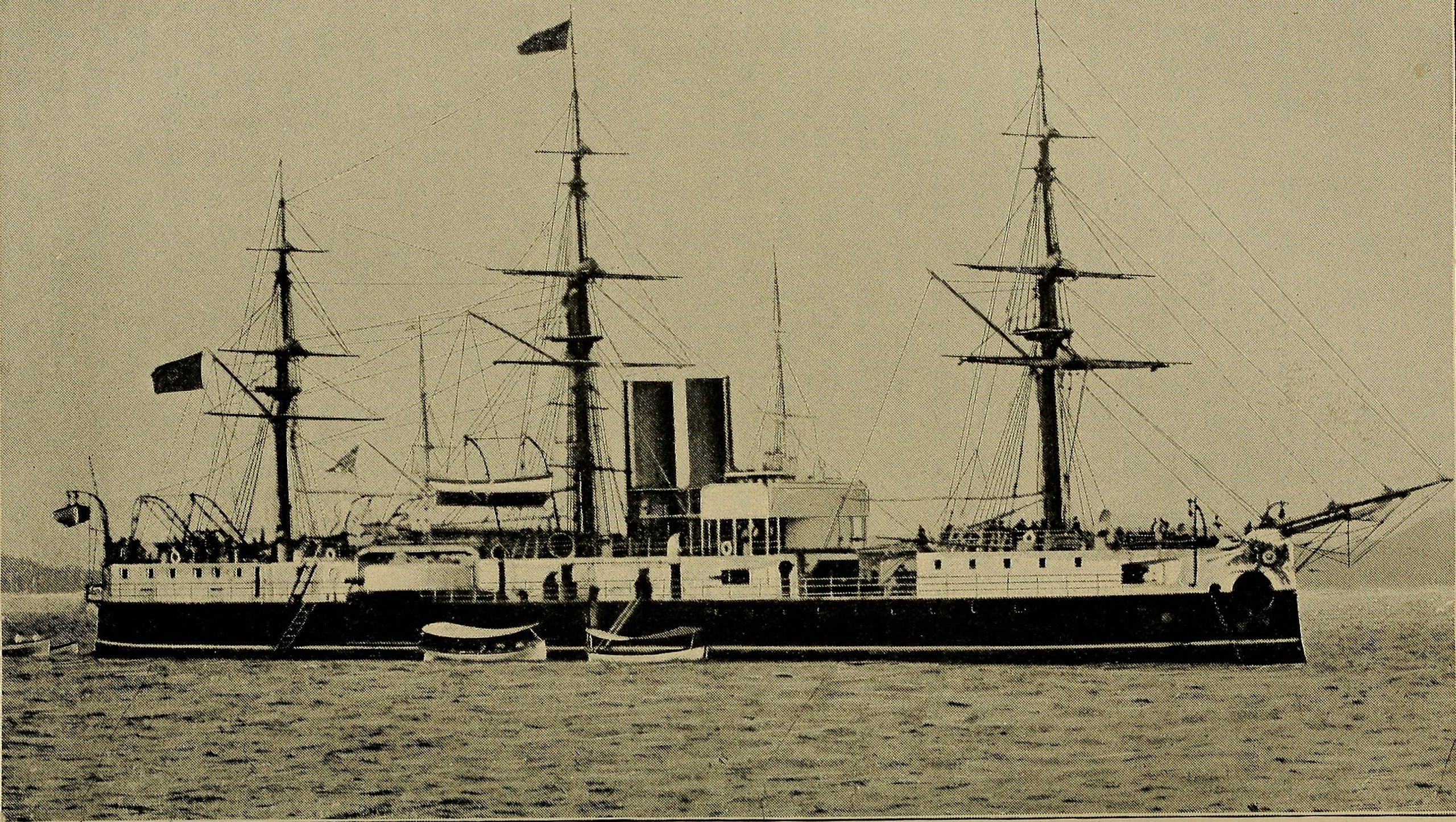
Acorazado Riachuelo en el año 1890.

El Riachuelo se construyó después de que el ministro de Marina brasileño, el almirante José Rodrigues de Lima Duarte, presentara un informe a la legislatura nacional sobre la importancia de modernizar la Armada brasileña mediante la adquisición de nuevos acorazados, con la intención de encargar dos a los astilleros británicos. El Riachuelo fue construido por Samuda Brothers en Londres; se comenzó el 31 de agosto de 1881, se botó el 7 de junio de 1883 y se puso en servicio en la Marina de Brasil el 19 de noviembre de 1883. El Aquidabã , un poco más pequeño, se botó en 1885.
El Riachuelo fue construido con un casco de acero, y fue el primer acorazado con un cinturón de blindaje compuesto, siguiendo poco después a la corbeta blindada argentina ARA Almirante Brown. Tanto el Riachuelo como el Aquidabã tenían un diseño inusual que se hizo popular en las décadas de 1870 y 1880: las dos torretas de cañones principales se colocaron fuera de la línea central, en escalón, con la torreta delantera desplazada hacia babor y la torreta de popa hacia estribor. La superestructura corría a lo largo de todo el buque, más alta que ambas torretas, con dos chimeneas y tres mástiles completamente equipados. El Aquidabã se distinguía por su única chimenea.
Estos dos modernos acorazados hicieron de la Armada brasileña la más fuerte del hemisferio occidental. Hilary A. Herbert, presidenta del Comité de Asuntos Navales de la Cámara de Representantes, para presionar a los Estados Unidos para que aumentasen su gasto naval y construyesen sus primeros acorazados, advirtió al Congreso en 1883: si toda esta vieja Armada nuestra se dispusiera en orden de batalla en medio océano y frente al Riachuelo, es dudoso que llegue a puerto un solo buque con bandera estadounidense. Un diseño similar fue seguido por el USS Maine y el USS Texas, botados en 1889 y 1892 respectivamente. Cuando se completaron en 1895, los avances en el diseño de los acorazados ya los habían dejado obsoletos.

## Historial de servicio

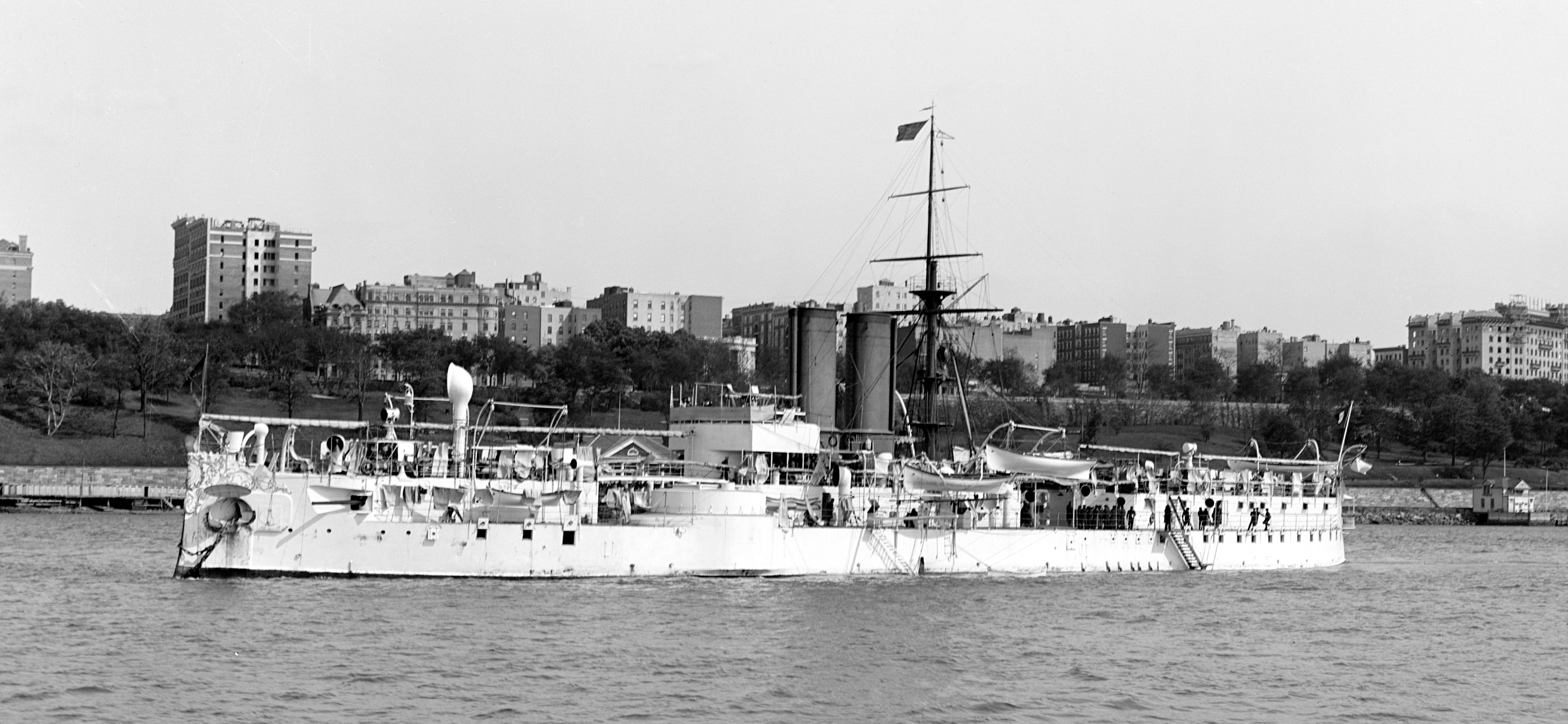
Acorazado Riachuelo en el año 1907.

Cuando se declaró la República de Brasil en 1889, el Riachuelo escoltó a la Familia Imperial brasileña al exilio en Europa. El Riachuelo y el Aquidabã, los dos buques más poderosos de la Armada de Brasil, estaban ambos en el muelle para reparaciones en 1891 durante la primera Revolta da Armada (motín de la Armada de Brasil), liderado por Custódio José de Mello, que finalmente obligó al presidente dictatorial, Mariscal Deodoro da Fonseca, para dimitir en favor del Mariscal Floriano Peixoto.
El Riachuelo fue modernizado y rearmado en Tolón en 1893-1894, donde las alteraciones estructurales incluyeron el reemplazo de los tres mástiles aparejados por dos mástiles de combate sin aparejar. El Riachuelo volvió al servicio activo en 1896, y encabezó la llamada «Escuadra Blanca» del presidente Campos Sales en su visita oficial a Argentina en 1900, acompañado de los cruceros Barroso y Tamoio. Su última misión importante en 1907 fue la de trasladar a la Comisión Naval Brasileña para recibir los nuevos acorazados, el Minas Geraes y el São Paulo.
El Riachuelo fue desactivado en 1910 y remolcado para ser desguazado en Europa. Llegó a Bo'ness, Escocia, el 14 de mayo de 1914 para ser desmantelado por Forth Shipbreaking Co. (Linlithgowshire Gazette, 15 de mayo de 1914).